# Christophe Lumen
Christophe Lumen (13 oktober 1978) is een Belgische voormalige atleet, die gespecialiseerd was in de sprint. Hij werd eenmaal Belgisch kampioen.

## Loopbaan
Lumen werd in 2003 Belgisch kampioen op de 400 m. Hij was aangesloten bij Sambre et Meuse Athlétique Club (SMAC).

## Belgische kampioenschappen
Outdoor
| Onderdeel | Jaar |
| --------- | ---- |
| 400 m     | 2003 |

## Persoonlijke records
Outdoor
| Onderdeel | Prestatie | Datum        | Plaats |
| --------- | --------- | ------------ | ------ |
| 400 m     | 47,39 s   | 29 juni 2003 | Herve  |

Indoor
| Onderdeel | Prestatie | Datum           | Plaats |
| --------- | --------- | --------------- | ------ |
| 400 m     | 48,35 s   | 18 januari 2004 | Liévin |

## Palmares
400 m
- 2003:  BK AC – 47,39 s
- 2004:  BK indoor AC – 48,55 s